# Pardosa fulvipes
Pardosa fulvipes là một loài nhện trong họ Lycosidae.
Loài này thuộc chi Pardosa. Pardosa fulvipes được Collett miêu tả năm 1876.